# قائمة مواقع التراث العالمي في تنزانيا

مواقع التراث العالمي لليونسكو هي أماكن ذات أهمية للتراث الثقافي أو الطبيعي كما هو موصوف في اتفاقية التراث العالمي لليونسكو، التي أنشئت سنة 1972. صادقت تنزانيا على الاتفاقية في 2 أغسطس 1977، مما جعل مواقعها التاريخية مؤهلة للإدراج في القائمة. لتنزانيا سبعة مواقع للتراث العالمي لليونسكو واثنان منها ضمن قائمة مواقع التراث العالمي المعرضة للخطر.

## قائمة المواقع
يسرد الجدول معلومات حول كل موقع من مواقع التراث العالمي:
الاسم: كما هو مدرج من قبل لجنة التراث العالمي.
الموقع: موقع الجغرافي على مستوى المحافظة أو الإقليم.
الفترة: الفترة الزمنية ذات الأهمية.
بيانات اليونسكو: الرقم المرجعي للموقع؛ السنة التي تم فيها إدراج الموقع في قائمة التراث العالمي؛ المعايير التي تم إدراجه تحتها. المعايير من الأول إلى السادس ثقافية، في حين أن المعايير من السابع إلى العاشر طبيعية.
الوصف: وصف موجز للموقع
| اسم                                        | صورة | موقع                    | فترة                                     | بيانات اليونسكو                                            | وصف | مرجع   |
| ------------------------------------------ | ---- | ----------------------- | ---------------------------------------- | ---------------------------------------------------------- | --- | ------ |
| منطقة نغورونغورو المحمية                   |      | أروشا                   | منذ 3.6 مليون سنة                        | 39؛ 1979؛ (الرابع)، (السابع)، (الثامن)، (التاسع)، (العاشر) | تعد منطقة محمية نغورونغرو موقعا للتراث العالمي الثقافي والطبيعي. وتضم فوهة نجورونجورو، أكبر كالديرا في العالم ومواقع ما قبل التاريخ المختلفة. تضم المنطقة أيضا العديد من الحيوانات البرية المهددة بالانقراض ويتعايش شعب الماساي مع هذه الحيوانات. | [ 4 ]  |
| آثار كيلوا كيسيواني وسونغو منارا           |      | جزيرة كلوة              | من القرن الثالث عشر إلى القرن السادس عشر | 144؛ 1981؛ (الثالث)                                        | أنقاض المدن الساحلية القديمة التي بناها السواحليون خلال القرن الثالث عشر. تم تصنيف الأنقاض في في قائمة المواقع المعرضة للخطر بسبب التدهور المستمر للممتلكات بفعل العوامل الطبيعية والبشرية.                                                       | [ 5 ]  |
| روضة سيرنقيطي الوطنية                      |      | أروشا ومارا             | غير متوفر                                | 156؛ 1981؛ (السابع)، (العاشر)                              | تعد حديقة سيرنقيطي الوطنية موطنا لواحدة من أكبر هجرة الثدييات في العالم. تعد الهجرة السنوية للحيوانات العاشبة والحيوانات آكلة اللحوم واحدة من أكثر المعالم السياحية إثارة للإعجاب في العالم.                                                      | [ 6 ]  |
| محمية سيلوس للطرائد                        |      | ليندي وروفوما وموروجورو | غير متوفر                                | 199؛ 1982؛ (التاسع)، (العاشر)                              | تبلغ مساحة محمية سيلوس 50,000 كم² بحجم العديد من الدول الأجنبية. المحمية هي موطن لفرق شاسع في الغطاء النباتي والثدييات الكبيرة. تم تصنيف الموقع على أنه في خطر بسبب زيادة كميات الصيد غير المشروع.                                                | [ 7 ]  |
| منتزه كيليمانجارو الوطني                   |      | كليمنجارو               | غير متوفر                                | 403؛ 1987؛ (السابع)                                        | تضم الحديقة الوطنية جبل كليمنجارو، أعلى نقطة في أفريقيا. الجبل المغطى بالثلوج ومحاط بسهول السافانا الشاسعة. تضم الحديقة أيضا العديد من الثدييات الكبيرة، بعضها مهدد بالانقراض.                                                                    | [ 8 ]  |
| مدينة زنجبار الحجرية                       |      | زنجبار                  | فترة تجارة العبيد                        | 173؛ 2000؛ (الثاني)، (الثالث)، (السادس)                    | مدينة زنجبار الحجرية هي متاهة من مزيج من التأثيرات الثقافية المتعددة التي شهدتها المدينة لعدة قرون. لا تزال المدينة القديمة تحتفظ بالثقافة العربية والفارسية والهندية والساحلية. كما أن المدينة هي العاصمة الثقافية للثقافة السواحيلية.           | [ 9 ]  |
| مواقع كوندوا لفن النقوش والرسوم على الصخور |      | كوندوا                  | القرن الخامس                             | 1183؛ 2006؛ (الثالث)، (السادس)                             | تنتشر مواقع الفن الصخري في جميع أنحاء الوادي المتصدع وتتواجد هناك منذ أكثر من 2000 عام. يوفر الفن الصخري معلومات تاريخية قيمة تتعلق بتطور البشر خلال فترة الجمع والالتقاط.                                                                        | [ 10 ] |

## القائمة المؤقتة
بالإضافة إلى المواقع الرسمية السبعة السابقة، تحتفظ تنزانيا بقائمة أولية من خمسة مواقع أخرى، قدمتهادولة تنزانيا كقائمة مؤقتة.
• تل أولدونيو مروج؛
• حديقة جومبي ستريم الوطنية؛
• منطقة محمية جوزاني - شواكا باي؛
• غابات جبل القوس الشرقي في تنزانيا؛
• الطريق المركزي لتجارة الرقيق والطريق العاجي (موقع عابر للحدود الوطنية، يشمل باغامويو ومامبويا ومبوابوا وكيليماتيند وكويهارا وأوجيجي باغامويو)